# Rosemarie Lindt
Rosemarie Lindt (* 1939 in Düsseldorf) ist eine deutsche Schauspielerin und Tänzerin. Zwischen 1963 und 1979 war sie im italienischen Kino tätig. Dort wirkte sie sowohl in Autorenfilmen als auch in Genrefilmen und B-Movies wie Poliziotteschi und italienischen Erotikkomödien (commedie erotiche all’italiana). Daneben war sie in der deutsch-italienischen Koproduktion Die Wirtin von der Lahn zu sehen.

## Leben
Lindt studierte Tanz an der Folkwang Universität in Essen bei Kurt Jooss und am Studio Waker in Paris bei Nora Kiss. Als Primaballerina trat sie am Opernhaus Wuppertal, Opernhaus Düsseldorf, der Pariser Oper, Théâtre Sarah-Bernhardt, Teatro Regio di Torino, Teatro Flaiano, Teatro Argentina, Teatro Villa Celimontana, Teatro Tordinona und der Vatikanischen Audienzaula auf.
Ab 1966 lebte sie mit Jacques Herlin in Rom. Dort wurde Lindt für den Film entdeckt und wirkte an etwa 30 Produktionen mit. Sie spricht fließend deutsch, französisch, italienisch und englisch.
Sie ist mit Alfred Piccolo verheiratet und heißt seither Rosemarie Lindt-Piccolo. Gemeinsam leben sie in New York. Dort leitete sie das Lindt Ballet Theater (früher bekannt als International Ballet Dance Center). Zuvor unterrichtete sie Ballett am Hunter College.

## Filmografie (Auswahl)
- 1963: La ballata dei mariti
- 1964: Der größte Sieg des Herkules (Ercole l’invincibile)
- 1964: I marziani hanno 12 mani
- 1965: Genosse Don Camillo (Il compagno don Camillo)
- 1967: Die Wirtin von der Lahn
- 1968: Frau Wirtin hat auch einen Grafen
- 1969: Frau Wirtin hat auch eine Nichte
- 1969: Mord im schwarzen Cadillac (Femmine insaziabili)
- 1970: Die fleißigen Bienen vom fröhlichen Bock
- 1972: Canterbury proibito
- 1972: La polizia ringrazia
- 1972: The Child – Die Stadt wird zum Alptraum (Chi l’ha vista morire?)
- 1972: Valeria dentro e fuori
- 1972: Decameron ’300
- 1973: …altrimenti vi ammucchiamo
- 1973: Kung Fu nel pazzo West
- 1973: …e continuavano a mettere lo diavolo ne lo inferno
- 1973: Maria Rosa la guardona
- 1973: Quando i califfi avevano le corna
- 1973: I racconti di Viterbury – Le più allegre storie del ’300
- 1973: I giochi proibiti de l’Aretino Pietro
- 1973: Eroi all’inferno
- 1974: Seduzione coniugale
- 1974: Tous les chemins mènent à l’homme
- 1974: La cameriera
- 1975: Foltergarten der Sinnlichkeit (Emanuelle e Françoise (Le sorelline))
- 1975: Calore in provincia
- 1975: L’uomo della strada fa giustizia
- 1975: Salon Kitty
- 1976: Vento, vento, portali via con te
- 1976: Bordella
- 1976: Abrechnung in San Franzisko (Gli esecutori)
- 1976: Calde labbra
- 1979: Porno erotico western